# Korownica żółknąca
Korownica żółknąca (Phanerochaete calotricha (P. Karst.) J. Erikss. & Ryvarden) – gatunek grzybów należący do rodziny korownicowatych (Phanerochaetaceae).

## Systematyka i nazewnictwo
Pozycja w klasyfikacji według Index Fungorum: Phanerochaete, Phanerochaetaceae, Polyporales, Incertae sedis, Agaricomycetes, Agaricomycotina, Basidiomycota, Fungi.
Po raz pierwszy takson ten zdiagnozował w 1888 r. Petter Adolf Karsten, nadając mu nazwę Corticium calotrichum. Obecną nazwę nadali mu w 1979 r. John Eriksson i Leif Ryvarden, przenosząc go do rodzaju Phanerohaete. Pozostałe synonimy:
- Terana calotricha (P. Karst.) Kuntze 1891
- Grandiniella calotricha (P. Karst.) Burds. 1977
- Leptochaete calotricha (P. Karst.) Zmitr. & Spirin 2006
- Atheliachaete calotricha (P. Karst.) Ţura, Zmitr., Wasser & Spirin 2011[2].

Polską nazwę zaproponował Władysław Wojewoda w 2003 r.

## Występowanie i siedlisko
Korownica żółknąca jest szeroko rozprzestrzeniona w Europie, Azji i Ameryce Północnej, podano jej występowanie także w Republice Południowej Afryki i Argentynie. W Polsce jej stanowiska podano przed I wojną światową (1889, 1903), w późniejszych latach brak potwierdzonych stanowisk, być może jest w Polsce gatunkiem wymarłym lub nieodróżnianym od innych korownic.
Grzyb kortycjoidalny, saprotrof występujący na obumarłych pniach i gałęziach topoli osiki Populus tremula.